# Billy Hughes (labdarúgó, 1948)
Billy Hughes (Coatbridge, 1948. december 30. – 2019. december 20.) válogatott skót labdarúgó, csatár.

## Pályafutása
1966 és 1977 között a Sunderland labdarúgó volt. Tagja volt az 1973-as angolkupa-győztes csapatnak. 1967-ben kölcsönben a kanadai Vancouver Royalsban szerepelt. 1977-ben a Derby County, 1977 és 1979 között a Leicester City játékosa volt. 1979-ben a Carlisle United együttesében játszott kölcsönben. 1980-ban az amerikai San Jose Earthquakes csapatában fejezte be az aktív játékot.
1975-ben egy alkalommal szerepelt a skót válogatottban.

## Családja
Testvére John Hughes (1943–2022) válogatott labdarúgó.

## Sikerei, díjai
Sunderland
- Angol kupa (FA Cup)
  - győztes: 1973